# Hyacintväxter
Hyacintväxter (Hyacinthaceae), efter släktet Hyacinthus, är en familj med enhjärtbladiga växter av ordningen Asparagales, ibland hanterad som en underfamilj under namnet Scilloideae efter släktet Scilla. De flesta släktena i familjen ingick förr i liljeväxterna, men har omklassificerats. Det pågår DNA-forskning omkring hyacintväxterna, och man kan vänta att det sker fler förändringar av vilka släkten som ska ingå i familjen. Därför varierar också uppgifterna om hur många arter och släkten familjen omfattar. Antalet arter kan vara mellan 500 och 1 000 och antalet släkten mellan 40 och 70. Stjärnhyacintsläktet (Camassia) förs numera till agaveväxterna.
Hyacintväxterna är fleråriga örtartade lökväxter med upprätta, bladlösa stjälkar. Många vanliga trädgårdsväxter kommer från denna familj, exempelvis blåstjärnesläktet (Scilla) och pärlhyacintsläktet (Muscari). 
Hyacintväxterna finns över hela världen. 